# Fasciculipora laevis
Fasciculipora laevis is een mosdiertjessoort uit de familie van de Frondiporidae. De wetenschappelijke naam van de soort is voor het eerst geldig gepubliceerd in 1891 door MacGillivray.